# Tamarixia dyra
Tamarixia dyra är en stekelart som först beskrevs av Burks 1943.  Tamarixia dyra ingår i släktet Tamarixia och familjen finglanssteklar. Inga underarter finns listade i Catalogue of Life.